# Melt
〈Melt〉（日语：メルト）是由ryo填詞與作曲、以語音合成引擎VOCALOID內設的虛擬歌手初音未來為人聲的歌曲，在2007年12月7日於影片分享網站Niconico動畫上公開，並在同月31日舉行的Comic Market 73發行同名自製實體單曲。ryo憑著此曲一炮而紅後在2009年創立supercell，〈Melt〉也因此順理成章地被收錄在樂隊的第一張專輯《supercell》中。

## 概要
〈Melt〉由ryo個人一手打造，是一首每分鐘170拍的D小調曲子，歌詞大意為描繪性格堅強的16歲少女初音未來可能經歷的愛情。其背景圖片和專輯封面取自Pixiv，但未經原作者「119」同意授權使用。119後來接受Oricon News的採訪時表示已原諒ryo，且對〈Melt〉一曲十分欣賞，願意在未來與他一起合作。119最終成為supercell的繪師成員，直至自身活動休止時才宣告退團。

## 背景與歷史
〈Melt〉的詞曲作家ryo自小學起便學習彈鋼琴，並從高中一年級開始作曲。他在2007年秋天於電腦軟體賣場內買到VOCALOID，從而與初音未來結緣。ryo在2009年3月接受朝日新聞訪問時稱：「一開始我只是讓『她』翻唱一些歌曲，但後來我不想駐足不前，於是便下定決心開始創作樂曲」。之所以選擇上傳至Niconico動畫，原因除了看得到觀眾發的彈幕外，還有其正是初音未來歌曲熱潮的誕生地。此外，他亦非一開始就選擇初音未來為〈Melt〉的主音，而是因為不認識任何真人歌手，才在朋友建議下選用初音未來。
ryo於2007年12月7日以「初音未來 為我 唱了原創曲喔『Melt』」（初音ミクがオリジナル曲を歌ってくれたよ「メルト」）為影片標題，將〈Melt〉上傳至Niconico動畫上，除即因其歌詞和旋律，以及初音未來的唱功而大受歡迎。此後該曲的點擊數一直穩步上揚，到了2008年8月已達到250萬人次觀看，四個月後增加約80萬至330萬，進而在2009年3月時突破400萬大關。2015年8月7日，〈Melt〉的觀看數超過1000萬，為繼〈把你給MIKUMIKU掉〉後第二首步入「VOCALOID神話曲」殿堂的歌曲，也是目前為止播放次數第三多的初音未來原創曲。2010年接受《日本時報》的訪問時，ryo坦言他上載〈Melt〉時並沒預料到該曲會取得空前熱絡，也沒有多大的目標和企圖心，或是像其他人般有意識想當上音樂人。
在〈Melt〉大受歡迎後，包括唱見在內，對該作的二次創作在Niconico動畫等影片分享網站遍地開花。Oricon News和BARKS分別在2008年8月及隔年1月統計出相關影片的總瀏覽數已超過1000萬次。連同〈Melt〉和之後投稿的〈戀與戰爭〉（恋は戦争）、〈World is Mine〉（ワールドイズマイン）與〈BLACK★ROCK SHOOTER〉，ryo將這些曲子收錄進迷你專輯《supercell》內，在2008年8月舉行的Comic Market 74上設攤販賣，隨即銷售一空。ryo在此之後收到許多製作歌曲的委託，也獲得多間唱片公司的邀請，而他最終選擇與日本索尼音樂娛樂簽約。索尼隨後以其為主心骨宣告supercell的成立，並在2009年3月發行收錄有〈Melt〉的同名專輯。四個月後公開發售的遊戲《初音未来 -歌姬计划-》亦有將該曲加入其中。
2017年12月24日平安夜，ryo在重新編寫〈Melt〉後交由曾經翻唱該曲且曾在supercell前期擔任客席主唱的yanaginagi獻聲，並以〈Melt 10th ANNIVERSARY MIX〉（メルト 10th ANNIVERSARY MIX）的名義發行。

## 評價與影響
截至2024年12月，〈Melt〉在Niconico動畫上已錄得逾1644萬次觀看數以及近一萬條留言。
在2021年2月「Netlab」的調查中，〈Melt〉在Niconico動畫的VOCALOID歌曲總觀看數中排名第三，其上為〈千本櫻〉和〈把你给MIKUMIKU掉〉。在2019年JOYSOUND公佈的平成卡拉OK VOCALOID類排行榜中，〈Melt〉亦僅次於〈千本櫻〉，顯示它在發佈十多年後仍舊人氣未減。除此之外，當學者打算研究VOCALOID時，〈Melt〉亦往往成為例子之一。

### Melt Shock
〈Melt〉釋出僅六天之後，不少Niconico用戶都上傳了自己的翻唱版本，導致〈Melt〉的相關歌曲在一段時間內一直霸佔該網站官方排行榜的前排。「Niconico民」將此爆紅現象稱為「Melt Shock」（メルトショック），在此之前，大多數VOCALOID歌曲都是以初音未來本人為基礎的角色歌曲，但在〈Melt〉之後，大量以初音未來為「歌手」的樂曲如雨後春筍般湧現，其形象得以廣泛延伸，也帶動了後續VOCALOID音樂圈的流行。

### 評價
米津玄師之所以會認識初音未來，以及踏入VOCALOID圈，全因〈Melt〉的爆紅。在與ryo的對談中，他說道：「有賴ryo，VOCALOID行業才會起頭，這點是無庸置疑的。[…] 儘管第一首聽到的是〈Melt〉，但它的歌詞寫得很好，有著扣人心弦的旋律，樂句、爵士鼓、小鼓的『嘶噹噹』聲配合起來給人一種優美動人的感覺，不愧是一首無比出色的流行曲。遠不止此的是，我們很難衡量該曲的內涵，也難以用言語表達出來。舉個例子，人們不是都說南方之星和Mr.Children是『偉大的代名詞』嗎？然而當要真正拆解他們的音樂，你就會發現這是一件非常複雜的事情，區區『單純的好歌』根本不足以概括。當我初次聽到它的時候，就覺得ryo的曲子應該都有類似的構造，是純粹地擁有強度的音樂，可說是深深影響了我」。
livetune的kz表示：「我認為〈Melt〉是一首完美的歌曲，在我首次接觸到這首曲子後，我就確信直至目前為止，沒有一首VOCALOID樂曲能超越它。ryo真的很厲害。[…] 〈Melt〉的公開就像黑船叩關，一下子便引爆了整個音樂界，給人感覺整個世界分崩離析了一樣。有很多人正因為該曲才對VOCALOID產生興趣，而隨著時光流逝，我開始感慨：『它能出現於世上真的太好了』！〈Melt〉往好的方向打破了社群之間的隔閡，作為一首品質優於其他作品的曲子，如果沒有它，VOCALOID文化最終只會成為一個在小眾群體裡為人津津樂道的事物」。
在2019年4月21日朝日電視台播出的《關JAM 完全燃SHOW》「那首曲實際上超重要的！關JAM 平成音樂史」（実はあの曲が超大事だった！関ジャム流 平成音楽史）特集中，嘉賓Hyadain列舉〈Melt〉為其中一首最重要的平成年代後半歌曲，並如此評述道：
作為該樂團的第一部作品，supercell和初音未來的「攜手合作」讓VOCALOID職人如雨後春筍般湧現，也標誌著以真實人聲演唱VOCALOID歌曲的唱見文化的誕生。儘管現今V家樂曲已甚少登上音樂排行榜，但米津玄師曾以「Hachi」（ハチ）名義作為VOCALOID職人活躍一事仍是廣為人知。其他人不了解這回事不代表他們是長江的前浪，而是因為聽音樂的方式已趨多元，興趣愛好也愈漸細分化。這門技術（VOCALOID）的蓬勃發展，可說是大大拓展了音樂製作人們的職業路途。

## 延伸閱讀
- . 太田出版. 2014. ISBN 978-4778313968.
- . KADOKAWA/エンターブレイン. 2014. ISBN 978-4047297456.

## 外部連結
- Niconico動畫上的
- YouTube上的ryo(supercell)×やなぎなぎ メルト 10th ANNIVERSARY MIX